# 奥日埃
纪尧姆·维克多·埃米尔·奥日埃（Guillaume Victor Emile Augier，1820年9月17日—1889年10月25日），19世纪法国诗人、剧作家。是法国风俗喜剧的代表人物。
奥日埃生于德龙省的瓦朗斯一个富裕的资产阶级知识分子家庭。其家在1828年迁入巴黎，使他得以进入著名的亨利四世中学，受到良好的教育。他一边学习法律，一边从事戏剧创作。1844年，其处女作《毒芹》（La Ciguë）被法兰西剧院（Comédie-Française）拒绝，但在奥德翁剧院（Théâtre de l'Odéon）获得巨大成功。1848年，奥日埃完成重要作品《女冒险家》（L'Aventurière）。此后先后发表散文剧《奥林布的婚姻》（Mariage d'Olympe，1855年）、《普瓦里埃先生的女婿》（Le Gendre de M. Poirier，1854年）等。1857年，奥日埃当选法兰西学院院士。此后，奥日埃又完成了《卡韦尔莱夫人》（Madame Caverlet，1876年）及《弗阡巴特一家》（Les Fourchambault，1879年）等作品。1889年，奥日埃在巴黎西郊的塞纳河畔克洛瓦西逝世。